# El Pandillo
El Pandillo är en ort i Mexiko.   Den ligger i kommunen La Piedad och delstaten Michoacán de Ocampo, i den centrala delen av landet, 300 km väster om huvudstaden Mexico City. El Pandillo ligger 1 833 meter över havet och antalet invånare är 124.
Terrängen runt El Pandillo är platt åt sydost, men åt nordväst är den kuperad. Runt El Pandillo är det ganska tätbefolkat, med 160 invånare per kvadratkilometer. Närmaste större samhälle är La Piedad Cavadas, 7,7 km nordost om El Pandillo. I omgivningarna runt El Pandillo växer huvudsakligen savannskog.